# Раутела, Урваши
Урваши Раутела (хинди उर्वशी रौतेला, англ. Urvashi Rautela, род. 25 февраля 1994, Хардвар, Уттаракханд, Индия) — индийская актриса

 и модель. Победительница национального конкурса красоты Мисс Дива 2015. Представляла страну на конкурсе красоты Мисс Вселенная 2015.

## Биография
Урваши Рутела  появилась на свет 25 февраля 1994 года в Найнитале, штат Уттаракханд. С раннего детства будущая королева красоты обучалась классическим индийским танцам Бхаратанатьяму и Катхаку, а кроме того изучала джаз, хип-хоп и танец живота. Также девушка играла в баскетбол на национальном уровне. Урваши предоставили 100 процентную стипендию на обучение в Нью-Йоркской Киноакадемии – Школе Кино и Актёрского Мастерства (School of Film and Acting).
Свою карьеру красавица начала с модельного бизнеса и добилась на этом поприще довольно неплохих результатов. Она появлялась в телевизионной и печатной рекламе для таких брендов как Lakme Cosmetics, Ozel Lifestyle, Bhima Gold, LG и Levi's.
Урваши участвовала в конкурсе Miss Teen India 2009, завоевала титул Asian Super Model India 2011. Немного позже обойдя 85 конкуренток, Урваши удостоилась титула Miss Tourism Queen Of The Year International 2011, а затем завоевала титул Мисс Индия. К сожалению побороться за титул Мисс Вселенной красавице не удалось, выяснилось, что Урваши скрыла свой настоящий возраст, и на момент подачи заявки на участие в национальном конкурсе ей ещё не исполнилось 18 лет, как того требуют правила. В результате на конкурс Мисс Вселенная 2012 отправилась Шилпа Сингх. 

## Карьера
В 2013 году Урваши дебютировала в фильме «Великий Сингх Сахаб» с Санни Деолом в главной роли, который имел успех в прокате. В 2015 году Урваши снялась в фильме на языке каннада «Господин Айравата», с Даршаном в главной роли, также ставшим хитом. Успешным был и следующий фильм «Любимая» (2016) с участием с Пулкита Самрата и Ями Гаутам.
В том же году она снялась в сиквеле успешной комедии «Полный отрыв» о похождениях трёх мужчин, не нашедших удовлетворения в браке, однако фильм провалился в прокате. В 2017 году Урваши появилась в камео песни «Haseeno Ka Deewana» в фильме «Способный», которая стала хитом.
В 2018 году вышел фильм Hate Story 4, где она сыграла актрису, но фильм в отличие от предыдущих фильмов в франшизе получил негативные отклики критиков и провалился в прокате.
Урваши снялась в клипе Versace Baby египетского певца и актёра Мохаммеда Рамадана.

## Фильмография
| Год  |   | Русское название    | Оригинальное название | Роль                               |
| ---- | - | ------------------- | --------------------- | ---------------------------------- |
| 2013 | ф | Великий Сингх Сахаб | Singh Saab The Great  | Минни                              |
| 2015 | ф | Господин Айравата   | Mr. Airavata (канн.)  | Прия                               |
| 2015 | ф | Беги, Джонни        | Bhaag Johnny          | камео в песне "Daddy Mummy"        |
| 2015 | ф |                     | Porobashinee (бенг.)  | камео в песне "Chalo Bhai"         |
| 2016 | ф | Любимая             | Sanam Re              | Аканкша Шарма                      |
| 2016 | ф | Полный отрыв        | Great Grand Masti     | Рагини                             |
| 2017 | ф | Способный           | Kaabil                | камео в песне «Haseeno Ka Deewana» |
| 2018 | ф | История ненависти 4 | Hate Story 4          | Таша                               |
| 2019 | ф |                     | Pagalpanti            |                                    |

## Участие в музыкальных клипах
| Год  | Название     | Исполнитель                                  |
| 2014 | LoveDose     | Yo Yo Honey Singh                            |
| 2016 | Laal Dupatta | Mika Singh and Anupama Raag                  |
| 2016 | Gal Ban Gayi | Yo Yo Honey Singh, Meet Bros and Neha Kakkar |
| 2021 | Versace Baby | Рамадан, Мохамед                             |